# Raid du Vliestromm
Deuxième guerre anglo-néerlandaise
Batailles
- Lowestoft
- Vågen
- Quatre Jours
- North Foreland
- Vliestromm
- Cap Dungeness
- Medway

L'expédition du Vliestromm, aussi connu sous le nom de feu de joie de Holmes (en anglais : Holmes's Bonfire), est une expédition militaire de l'amiral anglais Robert Holmes dans le passage du Vliestromm (entre les îles frisonnes de Vlieland et de Terschelling) les 19 et 20 août 1666 (9 et 10 août selon le calendrier julien alors en usage en Angleterre), pendant la deuxième guerre anglo-néerlandaise.

## Sources
- (en) Cet article est partiellement ou en totalité issu de l’article de Wikipédia en anglais intitulé « Holmes's Bonfire » (voir la liste des auteurs).
- Mémoires du marquis de Pomponne ministre et secrétaire d'état au Département des Affaires Étrangères - de Jérôme Mavidal - 1861